# Hutto (Texas)
Hutto es una ciudad ubicada en el condado de Williamson, Texas, Estados Unidos. Según el censo de 2020, tiene una población de 27 577 habitantes.
Forma parte del área metropolitana de Austin. Está ubicada a 35 km al noreste de la ciudad. 

## Geografía
La ciudad está ubicada en las coordenadas 30°32′30″N 97°32′39″O / 30.54167, -97.54417 (30.541624, -97.544249). Según la Oficina del Censo de los Estados Unidos, Hutto tiene una superficie total de 32.70 km², de la cual 32.58 km² corresponden a tierra firme y 0.12 km² es agua.

## Demografía
Según el censo de 2020, hay 27 577 personas residiendo en Hutto. La densidad de población es de 846.44 hab./km². El 52.5% de los habitantes son blancos, el 13.3% son afroamericanos, el 1.0% son amerindios, el 2.2% son asiáticos, el 0.2% son isleños del Pacífico, el 10.8% son de otras razas y el 20.0% son de una mezcla de razas. Del total de la población, el 35.6% son hispanos o latinos de cualquier raza.